# امان‌بایف (شهرستان قره‌بوره)
امان‌بایف (به قرقیزی: Аманбаев، امانباەۋ) یک منطقهٔ مسکونی در قرقیزستان است که در شهرستان قره‌بوره واقع شده‌است. امان‌بایف ۶٬۲۰۳ نفر جمعیت دارد و ۱٬۰۰۱ متر بالاتر از سطح دریا واقع شده‌است.